# Risultati elettorali di Volt
Le presenti tabelle riassumono i risultati elettorali dei partiti nazionali e delle loro sezioni locali associati a Volt Europa.

## Volt Europa
| Elezioni     | Stato membro    | Capolista                                           | Risultato | Seggi  |
| ------------ | --------------- | --------------------------------------------------- | --------- | ------ |
| Europee 2019 | Belgio          | Christophe Calis, Marcela Válková                   | 0,48%     | 0 / 21 |
| Europee 2019 | Bulgaria        | Nastimir Ananiev                                    | 0,18%     | 0 / 17 |
| Europee 2019 | Germania        | Damian Boeselager, Marie-Isabelle Heiß              | 0,67%     | 1 / 96 |
| Europee 2019 | Lussemburgo     | Rolf Tarrach Siegel                                 | 2,1%      | 0 / 6  |
| Europee 2019 | Paesi Bassi     | Reinier van Lanschot                                | 1,9%      | 0 / 26 |
| Europee 2019 | Spagna          | Bruno Sánchez-Andrade Nuño                          | 0,14%     | 0 / 54 |
| Europee 2019 | Svezia          | Michael Holz                                        | 0,003%    | 0 / 20 |
| Europee 2024 | Belgio          | Sophie in 't Veld, Suzana Carp, André Florent Staes | 0,54%     | 0 / 22 |
| Europee 2024 | Bulgaria        | Nastimir Ananiev                                    | 0,52%     | 0 / 17 |
| Europee 2024 | Cipro           | Andromache Sophocleous, Hulusi Kilim                | 2,92%     | 0 / 6  |
| Europee 2024 | Francia         | Rayna Stamboliyska, Sven Franck                     | 0,26%     | 0 / 81 |
| Europee 2024 | Germania        | Damian Boeselager, Nela Riehl                       | 2,57%     | 3 / 96 |
| Europee 2024 | Grecia          | Fotis Kapsalis, Nikolaos Xesfingis                  | 0,10%     | 0 / 21 |
| Europee 2024 | Italia          | Marcello Saltarelli, Silvia Panini                  | 0,09%     | 0 / 76 |
| Europee 2024 | Lussemburgo     | Aurélie Dap, Philippe Schannes                      | 1,04%     | 0 / 6  |
| Europee 2024 | Malta           | Matthias Iannis Portelli                            | 0,11%     | 0 / 6  |
| Europee 2024 | Paesi Bassi     | Reinier van Lanschot, Anna Strolenberg              | 5,13%     | 2 / 31 |
| Europee 2024 | Portogallo      | Duarte Costa, Rhia Lopes                            | 0,24%     | 0 / 21 |
| Europee 2024 | Repubblica Ceca | Adam Hanka, Barbora Hrubá                           | 0,037%    | 0 / 21 |
| Europee 2024 | Slovacchia      | Lucia Kleštincová, Maroš Halama                     | 0,13%     | 0 / 15 |
| Europee 2024 | Spagna          | Clara Panella, Cristian Castrillón                  | 0,12%     | 0 / 61 |
| Europee 2024 | Svezia          | Michael Holz, Carri Ginter Wikström                 | 0,01%     | 0 / 21 |

## Volt Austria
| Elezioni               | Voti | %    | Seggi   |
| ---------------------- | ---- | ---- | ------- |
| Landtag di Vienna 2020 | 102  | 0,01 | 0 / 100 |

## Volt Belgio
| Elezioni          | Voti  | %    | Seggi   |
| ----------------- | ----- | ---- | ------- |
| Parlamentari 2019 | 1 669 | 0,02 | 0 / 150 |
| Parlamentari 2024 | 7 245 | 0,10 | 0 / 150 |

## Volt Bulgaria
| Elezioni                   | Voti    | %       | Seggi   |
| -------------------------- | ------- | ------- | ------- |
| Parlamentari Aprile 2021   | 150 940 | 4,72%   | 0 / 240 |
| Parlamentari Luglio 2021   | 136 879 | 4,95%   | 0 / 240 |
| Parlamentari Novembre 2021 | 673 170 | 25,32%  | 2 / 240 |
| Parlamentari 2022          | 506 099 | 20,20%  | 2 / 240 |
| Parlamentari 2023          | 621 069 | 23,54%  | 1 / 240 |
| Parlamentari Giugno 2024   | 307 848 | 14, 33% | 0 / 240 |

## Volt Cipro
| Elezioni           | Voti  | %    | Seggi |
| ------------------ | ----- | ---- | ----- |
| Presidenziali 2023 | 6 326 | 1,59 | 0 / 1 |

## Volt Francia
| Elezioni         | Elezioni         | Turno            | Voti    | %     | Seggi   |
| ---------------- | ---------------- | ---------------- | ------- | ----- | ------- |
| Regionali 2021   | Bretagna         | 1º turno         | 132 231 | 15,53 | 0 / 83  |
| Regionali 2021   | Bretagna         | 2º turno         | 128 915 | 14,75 | 0 / 83  |
| Regionali 2021   | Alta Francia     | Alta Francia     | 6 756   | 0,51  | 0 / 170 |
| Regionali 2021   | Île-de-France    | Île-de-France    | 5 607   | 0,26  | 0 / 209 |
| Legislative 2022 | Legislative 2022 | Legislative 2022 | 11 828  | 0,05% | 0 / 577 |

## Volt Germania
| Elezioni               | Elezioni                         | Voti    | %       | Seggi   |
| ---------------------- | -------------------------------- | ------- | ------- | ------- |
| Elezioni statali 2020  | Amburgo                          | 52 241  | 1,30    | 0 / 123 |
| Elezioni statali 2021  |                                  |         |         |         |
| Baden-Württemberg      | 22 720                           | 0,5     | 0 / 154 |         |
| Renaria-Palatinato     | 19 277                           | 1%      | 0 / 101 |         |
| Berlino                | 20 205                           | 1,1%    | 0 / 160 |         |
| Elezioni federali 2021 | Elezioni federali 2021           | 165 474 | 0,4%    | 0 / 735 |
| Elezioni statali 2022  | Saarland                         | 2 642   | 0,6%    | 0 / 51  |
| Elezioni statali 2022  | Schleswig-Holstein               | 4 214   | 0,3%    | 0 / 69  |
| Elezioni statali 2022  | Renania Settentrionale-Vestfalia | 45 072  | 0,63%   | 0 / 195 |
| Elezioni statali 2022  | Bassa Sassonia                   | 16,663  | 0,5%    | 0 / 146 |
| Elezioni statali 2023  | Berlino                          | 14 026  | 0.93    | 0 / 159 |
| Elezioni statali 2023  | Brema                            | 24 823  | 2%      | 0 / 87  |
| Elezioni statali 2023  | Baviera                          | 41 694  | 0,3%    | 0 / 203 |
| Elezioni statali 2023  | Assia                            | 27 612  | 1%      | 0 / 133 |
| Elezioni federali 2025 | Elezioni federali 2025           | 355 146 | 0,7%    | 0 / 630 |

## Volt Grecia
| Elezioni         | Voti   | %    | Seggi   |
| ---------------- | ------ | ---- | ------- |
| Legislative 2023 | 15 725 | 0,30 | 0 / 300 |

## Volt Italia
| Elezioni                  | Elezioni                | Voti      | %     | Seggi   |
| ------------------------- | ----------------------- | --------- | ----- | ------- |
| Regionali 2020            | Emilia-Romagna          | 9 253     | 0,43  | 0 / 50  |
| Regionali 2020            | Puglia                  | 1 888     | 0,11  | 0 / 51  |
| Regionali 2020            | Toscana                 | 5 246     | 0,32  | 0 / 41  |
| Regionali 2020            | Veneto                  | 14 246    | 0,69  | 0 / 51  |
| Politiche suppletive 2020 | Collegio Roma-Trionfale | 316       | 0,97  | 0 / 1   |
| Politiche 2022            | Camera                  | 5 356 180 | 19,07 | 0 / 400 |
| Politiche 2022            | Senato                  | 5 225 456 | 18,97 | 0 / 200 |
| Regionali 2023            | Lombardia               | 110 126   | 3,82  | 0 / 81  |
| Regionali 2023            | Lazio                   | 14,880    | 0,96  | 0 / 51  |
| Regionali 2024            | Basilicata              | 3 269     | 1,21  | 0 / 21  |
| Regionali 2024            | Piemonte                | 14 536    | 0,88  | 0 / 51  |
| Regionali 2024            | Emilia-Romagna          | 57 400    | 3,84  | 0 / 51  |

## Volt Lussemburgo
| Elezioni         | Voti  | %     | Seggi  |
| ---------------- | ----- | ----- | ------ |
| Legislative 2023 | 7 001 | 0,19% | 0 / 60 |

## Volt Malta
| Elezioni         | Voti | %     | Seggi  |
| ---------------- | ---- | ----- | ------ |
| Legislative 2022 | 440  | 0,15% | 0 / 65 |

## Volt Paesi Bassi
| Elezioni             | Elezioni                | Voti    | %    | Seggi   |
| -------------------- | ----------------------- | ------- | ---- | ------- |
| Legislative 2021     | Legislative 2021        | 252.480 | 2,42 | 3 / 150 |
| Provinciali 2023     | Drenthe                 | 7 588   | 2.92 | 1 / 43  |
| Provinciali 2023     | Gheldria                | 38 545  | 3,72 | 2 / 55  |
| Provinciali 2023     | Groninga                | 10 933  | 3,8  | 1 / 43  |
| Provinciali 2023     | Brabante Settentrionale | 32 034  | 2,94 | 1 / 55  |
| Provinciali 2023     | Olanda Settentrionale   | 52 986  | 4,52 | 2 / 55  |
| Provinciali 2023     | Overijssel              | 17 540  | 3    | 1 / 47  |
| Provinciali 2023     | Olanda Meridionale      | 42 354  | 2,86 | 1 / 55  |
| Provinciali 2023     | Utrecht                 | 29 740  | 4,56 | 2 / 49  |
| Collegio estero 2023 | Collegio estero 2023    | 1 967   | 7,61 | 2 / 25  |
| Legislative 2023     | Legislative 2023        | 178.802 | 1,71 | 2 / 150 |

## Volt Portogallo
| Elezioni         | Elezioni               | Voti   | %     | Seggi   |
| ---------------- | ---------------------- | ------ | ----- | ------- |
| Legislative 2022 | Portogallo             | 6.240  | 0,11% | 0 / 228 |
| Legislative 2022 | Circoscrizione Europea | 464    | 0,61% | 0 / 2   |
| Legislative 2024 | Portogallo             | 11.854 | 0,18% | 0 / 230 |

## Volt Regno Unito
| Elezioni       | Elezioni | Voti   | %    | Seggi   |
| -------------- | -------- | ------ | ---- | ------- |
| Regionali 2021 | Scozia   | 492    | 0,03 | 0 / 129 |
| Regionali 2021 | Londra   | 49 389 | 1,91 | 0 / 25  |

## Volt Spagna
| Elezioni       | Elezioni                     | Voti  | %     | Seggi   |
| -------------- | ---------------------------- | ----- | ----- | ------- |
| Regionali 2021 | Madrid                       | 1 882 | 0,05% | 0 / 136 |
| Regionali 2022 | Castiglia e León (Salamanca) | 273   | 0,16% | 0 / 81  |
| Regionali 2022 | Andalusia (Malaga)           | 904   | 0,14% | 0 / 109 |

## Volt Svezia
| Elezioni                | Elezioni         | Voti  | %       | Seggi   |
| ----------------------- | ---------------- | ----- | ------- | ------- |
| Legislative 2022        | Legislative 2022 | 89    | 0       | 0 / 349 |
| Elezioni regionali 2022 |                  |       |         |         |
| Skåne                   | 47               | 0     | 0 / 149 |         |
| Stoccolma               | 28               | 0,01% | 0 / 149 |         |